# Asekuracja na wędkę

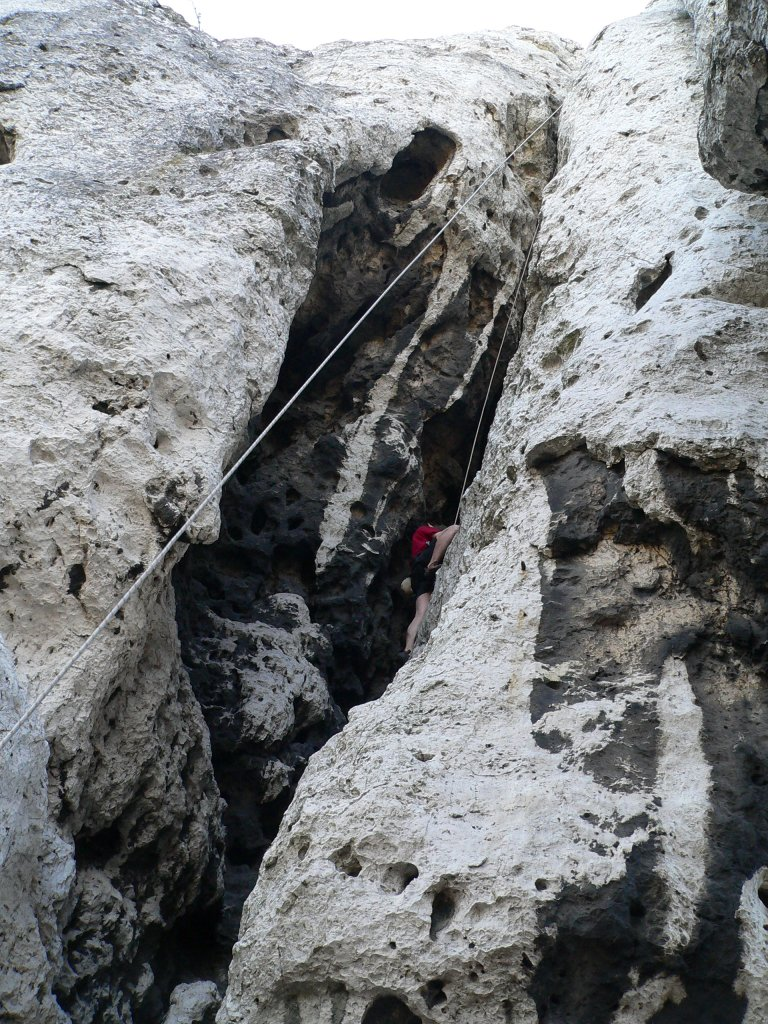
Wspinacz asekurowany na wędkę w Kominie Kursantów (Birów, Podzamcze)

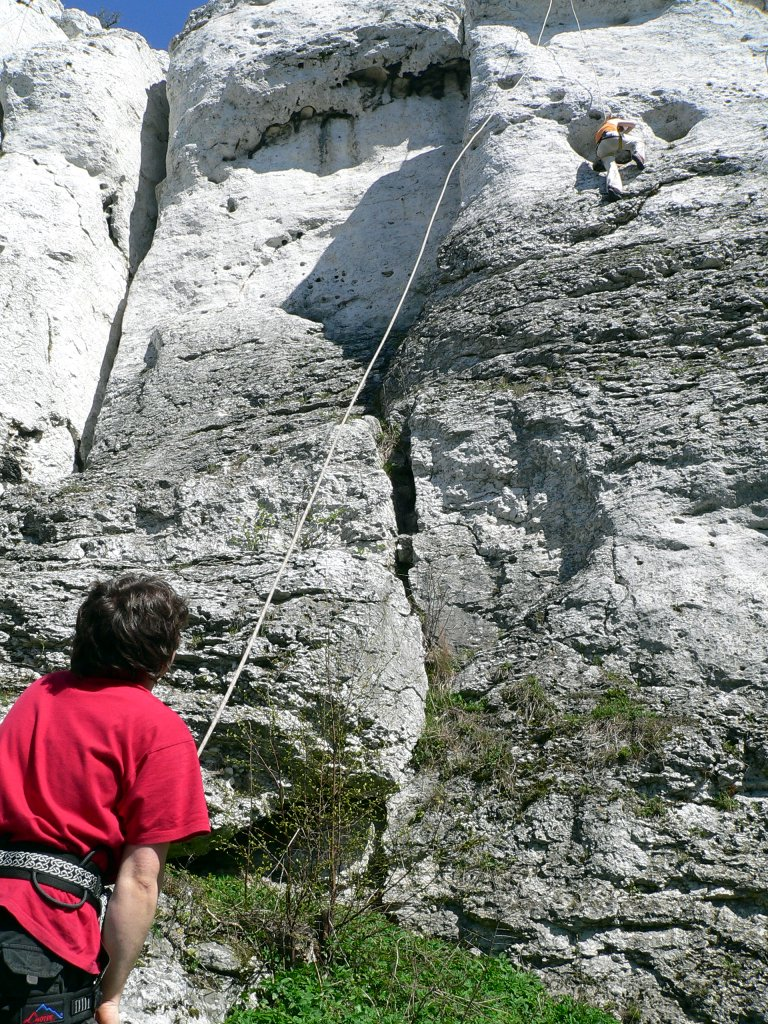
Asekuracja na wędkę – Góra Birów, Podzamcze

Asekuracja na wędkę – rodzaj asekuracji, w której lina przechodzi przez stanowisko asekuracyjne, znajdujące się nad wspinaczem. Po odpadnięciu od ściany wspinacz zatrzymuje się praktycznie w tym samym miejscu, w którym odpadł.
Do wspinaczki na wędkę stosować można zarówno liny statyczne, jak i dynamiczne.
W środowisku wspinaczkowym wspinanie na wędkę jest uznawane za "nieklasyczne" i uważa się, iż prawdziwa wspinaczka zaczyna się dopiero przy wspinaczce z asekuracją od dołu. Mimo to, wspinaczka na wędkę jest popularna z uwagi na najmniejsze ryzyko kontuzji oraz najmniejsze wymagania co do umiejętności asekurującego; z tego względu rozpowszechniona jest wśród początkujących oraz na sztucznych ściankach wspinaczkowych przeznaczonych zarówno do nauki wspinania, jak i do sportowego treningu. We wspinaczce sportowej asekuracja na wędkę stosowana jest również jako środek umożliwiający bezpieczne "rozpracowywanie" dróg o wysokim stopniu trudności (tzw. patentowanie drogi).